# Adam Schiff
Adam Bennett Schiff, né le 22 juin 1960 à Framingham, est un homme politique américain, élu démocrate de Californie au Sénat depuis 2024. Il avait auparavant été membre de la Chambre des représentants des États-Unis de 2001 à 2024.

## Biographie
Adam Schiff est originaire du Massachusetts. Il est diplômé de Stanford en 1982 et de la faculté de droit de Harvard en 1985. De 1987 à 1993, il est assistant du procureur des États-Unis.
Il se présente à l'Assemblée de l'État de Californie en 1994, il obtient l'investiture démocrate mais perd l'élection. Il est élu au Sénat de l'État en 1996.
En 2000, il est élu à la Chambre des représentants des États-Unis dans le 27e district de Californie, il rassemble 52,7 % de voix face au républicain sortant James Rogan (en). Son district est redécoupé en 2002 et devient le 29e district. Il y est réélu avec des scores compris entre 62 et 69 % des suffrages. Depuis les élections 2012, il est réélu dans le 28e district avec plus de 75 % des voix. Le district dont il est le représentant est composé de banlieues riches de Los Angeles.
En 2002, Schiff vote pour l'invasion militaire américaine de l'Irak et le Patriot Act. 
En 2015, il déclare regretter son vote pour l'invasion de l'Irak qui a été fait à partir de faux renseignements qui lui ont été fournis.
En janvier 2019, Adam Schiff succède à Devin Nunes et devient le président du comité du renseignement de la Chambre, dont il était déjà membre depuis 2015.
En tant que président du comité du renseignement, Schiff est l'un des principaux enquêteurs de la première procédure de destitution contre le président Trump,. 
La Chambre des représentants vote l'impeachment de Trump en décembre 2019 (il est toutefois acquitté par le Sénat),.
Schiff est membre du comité spécial (en) qui enquête sur l'assaut du Capitole du 6 janvier 2021 par les partisans de Trump.
Il est exclu du comité en 2023 par le nouveau président de la Chambre, le républicain Kevin McCarthy, qui lui reproche d'avoir menti lors de la procédure d'impeachment contre Trump,.
En janvier 2023, Schiff annonce sa candidature au poste de sénateur de Californie lors de l'élection de 2024. 
Schiff précise toutefois que si Dianne Feinstein, la sénatrice en poste, 89 ans, venait à se représenter, ce qui est jugé très improbable, il retirerait sa candidature. 
Très rapidement Schiff obtient le soutien de Nancy Pelosi, une personnalité politique majeure en Californie dont il est très proche.
En février, Feinstein annonce officiellement qu'elle n'est pas candidate à sa réélection en 2024,,. Schiff est reconnu pour sa capacité à récolter des fonds pour financer ses campagnes.
Considéré comme membre de l'aile droite du parti (en particulier, Schiff fait partie de la Blue Dog Coalition, puis de la New Democrat Coalition à la Chambre), Schiff tente de modifier cette perception en vue de l'élection sénatoriale prévue pour 2024 il demande à rejoindre le Congressional Progressive Caucus, un groupe de représentants démocrates de l'aile gauche.
Devant des réticences à ce caucus, Schiff retire sa demande. Il se décrit toutefois comme un « progressive », c'est-à-dire un tenant de l'aile gauche.
Pour montrer son évolution vers la gauche, Schiff déclare qu'il n'acceptera pas de dons venant d'entreprises pour le financement de sa campagne sénatoriale, contrairement à ses campagnes antérieures. 
Pendant la campagne, Schiff et ses alliés dépensent environ 11 millions de dollars pour aider la campagne de son adversaire républicain Steve Garvey. 
La primaire de Californie est une primaire trans-partisane où les deux premiers candidats sont sélectionnés pour participer à l'élection de novembre. En soutenant le candidat républicain, Schiff cherche à éviter de se retrouver face à une adversaire démocrate (en l'occurrence Katie Porter) en novembre et compte sur le fait que l'électorat de l'État soit très largement démocrate pour l'emporter face au candidat républicain,.
En mars 2024, Schiff remporte la primaire avec 31,6 % des voix et se qualifie pour l'élection sénatoriale de novembre, tout comme Garvey (31,5 %),. 
Le 5 novembre 2024, Adam Schiff remporte l'élection. Il prête serment le 9 décembre 2024, après que Laphonza Butler ait démissionné pour permettre sa nomination par le gouverneur Gavin Newsom.
Comme tous les membres de la commission d'enquête parlementaire sur le 6 janvier, il reçoit une grâce préventive de la part de Joe Biden le 20 janvier 2025, dernier jour de sa présidence, destinée à empêcher des poursuites judiciaires par l'administration Trump.
Début août 2025, le bureau du procureur démocrate du Maryland, annonce que Schiff fait l'objet d'une enquête criminelle fédérale pour des violations présumées à partir d’une fraude hypothécaire.

## Positions politiques
Schiff est historiquement opposé aux augmentations d'impôts, ce qui le place à droite du parti, mais il se déplace un peu à gauche en soutenant des initiatives comme le Green New Deal et le Medicare for All Act (en), pour mettre en place un financement centralisé du Medicare. Il reste toutefois décrit comme un « modéré » au sein du parti démocrate, spécialisé dans les questions liées au crime, à la politique étrangère et à la sécurité nationale.